# الغواصة الألمانية يو-1406
غواصة يو-1406 غواصة يو بوت ألمانية من الفئة السابعة عشر بي بنيت لسلاح بحرية ألمانيا النازية كريغسمارينه، في أحواض بلوم+فوس في هامبورغ خلال الحرب العالمية الثانية.